# La finta semplice
La finta semplice, K 51 (46a), è un'opera buffa in tre atti di Wolfgang Amadeus Mozart composta a Vienna nel 1768.

## Storia
Mozart giunse a Vienna, con la famiglia, nel settembre 1767 e vi restò per circa quindici mesi; il padre Leopold sperava di poter far conoscere Wolfgang come compositore presso la corte di Giuseppe II. Dopo aver affascinato la società musicale della capitale come bambino prodigio durante il precedente soggiorno, ora il giovane musicista doveva cimentarsi in un lavoro importante. Quando l'imperatore gli domandò se gli sarebbe piaciuto scrivere un'opera lirica, aggiungendo che lo avrebbe visto con piacere alla direzione, Leopold convinse il figlio a comporre il suo primo lavoro teatrale. Giuseppe II convocò l'impresario di corte Giuseppe Affligio incaricandolo di ingaggiare i cantanti e i musicisti per la futura realizzazione e di garantire al giovane compositore una retribuzione di 100 ducati.
Il libretto scelto era di Marco Coltellini che adattò e riorganizzò un preesistente libretto di Carlo Goldoni scritto per il compositore Salvatore Perillo (1764), a sua volta tratto dalla comédie en prose di Philippe Néricault Destouches La Fausse Agnés ou Le Poète campagnard (1736); Coltellini pose come indicazione "Dramma giocoso per musica" e cambiò due numeri nei due atti iniziali del testo di Goldoni, modificando anche completamente la struttura del terzo.
La speranza dei Mozart per una subitanea rappresentazione non andò però a buon fine. L'opera, composta fra aprile e luglio 1768, pur essendo di ottima fattura, non fu messa in scena. Secondo Leopold il librettista consegnò il testo con grave ritardo e i cantanti, di poche capacità, non erano in grado di leggere la partitura. Inoltre i membri dell'orchestra pare si fossero rifiutati di farsi dirigere da un ragazzo di soli dodici anni. L'impresario cancellò la rappresentazione e non versò un ducato del compenso pattuito. Leopold Mozart si infuriò e presentò un'immediata istanza a Giuseppe II che fu però giudicata priva di motivazioni. Wolfgang riuscì comunque a ottenere un discreto successo suonando al pianoforte in pubblico alcuni brani dell'opera; grazie al buon riscontro ottenne l'incarico di scrivere una nuova opera, in tedesco, Bastien und Bastienne. La finta semplice venne infine eseguita per la prima volta nel Rittersaal del Residenz-Theater di Salisburgo il 1º maggio 1769.

## Cast della prima assoluta
| Personaggio   | Tipologia vocale | Ruolo                                                | Interpreti della prima 1º maggio 1769 |
| ------------- | ---------------- | ---------------------------------------------------- | ------------------------------------- |
| Rosina        | soprano          | baronessa ungherese                                  | Maria Magdalena Lipp                  |
| Don Cassandro | basso            | ricco proprietario cremonese                         | Joseph Hornung                        |
| Don Polidoro  | tenore           | suo fratello minore                                  | Franz Anton Spitzeder                 |
| Giacinta      | soprano          | loro sorella                                         | Maria Anna Braunhofer                 |
| Ninetta       | soprano          | loro cameriera                                       | Maria Anna Fesemayer                  |
| Fracasso      | tenore           | capitano delle truppe ungheresi e fratello di Rosina | Joseph Meissner                       |
| Simone        | basso            | suo sergente                                         | Felix Winter                          |

## Sinopsi
L'azione si svolge vicino a Cremona alla metà del XVIII secolo

### Atto I

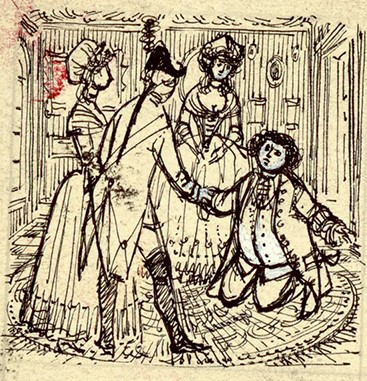
Disegno per copertina di libretto, disegno per La finta semplice (s.d.). Archivio Storico Ricordi

Giardino di un palazzino di campagna. - L'opera si apre con il quartetto dei personaggi Giacinta, Fracasso, Ninetta e Simone, giovani e innamorati. Fracasso e Simone sono ospiti presso due fratelli, Don Cassandro, che si presenta come un misogino, vanitoso, pieno di sé, ricco e avaro e Don Polidoro, il minore dei due.
Per fare in modo che Don Cassandro acconsenta alle nozze tra sua sorella Giacinta e il capitano Fracasso e tra la cameriera Ninetta e il sergente Simone, si cerca di farlo innamorare di Rosina, sorella di Fracasso giunta per trascorrere le vacanze con il fratello.
Gabinetto nella casa di Don Cassandro. - Don Polidoro è un personaggio sciocco e buono, che si lascia tiranneggiare dal fratello maggiore; egli si innamora di Rosina al primo sguardo e le propone di sposarlo: le scrive bigliettini, le offre del denaro. Sopraggiunge Don Cassandro che viene ingannato da Rosina e le regala un anello. Per non perdere di vista l'anello la invita ad alloggiare in casa sua.

### Atto II
Salone di Don Cassandro, con sedie e lumi perché è notte. - Dopo una festa gli animi si scaldano. Rosina si prende gioco dei suoi pretendenti e dice di amare entrambi. Don Cassandro si addormenta ubriaco e lei gli rimette l'anello al dito. Quando si risveglia passa, a causa dell'anello, dei brutti momenti con Fracasso.
Viene imbastito un nuovo intrigo: Simone conduce Giacinta, seguita da Ninetta, in un nascondiglio ma fa sapere ai fratelli che è scappata con tutti i loro beni. Questi promettono a lui e Fracasso di acconsentire alle nozze se le ritroveranno.

### Atto III
Strada di campagna. - Rosina dichiara il proprio amore prima a Don Polidoro e quindi a Don Cassandro. Fracasso e Simone tornano con Giacinta e Ninetta e svelano gli intrighi. Don Cassandro perdona tutti e acconsente alle nozze.

## Organico orchestrale
La partitura di Mozart prevede l'utilizzo di:
- due flauti, due oboi (anche corni inglesi), due fagotti
- due corni (anche corni da caccia)
- archi.

Il basso continuo nei recitativi secchi è garantito dal clavicembalo e dal violoncello.

## Struttura musicale
- Sinfonia

### Atto primo
- N. 1 Coro [Quartetto] Bella cosa è far l'amore! (Ninetta, Giacinta, Fracasso, Simone)
- N. 2 Aria Troppa briga a prender moglie (Simone)
- N. 3 Aria Marito io vorrei, ma senza fatica (Giacinta)
- N. 4 Aria Non c'è al mondo altro che donne (Cassandro)
- N. 5 Aria Guarda la donna in viso (Fracasso)
- N. 6 Aria Colla bocca, e non col core (Rosina)
- N. 7 Aria Cosa ha mai la donna indosso (Polidoro)
- N. 8 Aria Ella vuole ed io vorrei (Cassandro)
- N. 9 Aria Senti l'eco ove t'aggiri (Rosina)
- N. 10 Aria Chi mi vuol bene (Ninetta)
- N. 11 Finale Dove avete la creanza? (tutti)

### Atto secondo
- N. 12 Aria Un marito, donne care (Ninetta)
- N. 13 Aria Con certe persone vuol esser bastone (Simone)
- N. 14 Aria Se a maritarmi arrivo (Giacinta)
- N. 15 Aria Amoretti, che ascosi qui siete (Rosina)
- N. 16 Aria Ubriaco non son io (Cassandro)
- N. 17 Aria Sposa cara, sposa bella (Polidoro)
- Recitativo [Pantomima]
- N. 18 Aria Ho sentito a dir da tutte (Rosina)
- N. 19 Duetto Cospetton, cospettonaccio (Fracasso, Cassandro)
- N. 20 Aria In voi, belle, è leggiadria (Fracasso)
- N. 21 Finale T'ho detto, buffone (Rosina, Ninetta, Polidoro, Fracassio, Cassandro, Simone)

### Atto terzo
- N. 22 Aria Vieni, vieni, oh mia Ninetta (Simone)
- N. 23 Aria Sono in amore, voglio marito (Ninetta)
- N. 24 Aria Che scompiglio, che flagello (Giacinta)
- N. 25 Aria Nelle guerre d'amore non val sempre il valore (Fracasso)
- N. 26 Finale Se le pupille io giro (tutti)

## Analisi
L'opera è stata in passato sopravvalutata da alcuni critici che la consideravano quasi alla pari di composizioni contemporanee di autori italiani quali Niccolò Piccinni. In realtà, senza arrivare a un giudizio piuttosto drastico come quello di Edward Dent secondo cui  «non vi è niente da osservare in particolare intorno a La finta semplice se non che si tratta dell'opera di un bambino», bisogna considerare che il giovanissimo Mozart non poteva ancora avere abbastanza esperienza della vita e degli affetti per poter realizzare musicalmente una storia che considerasse le varie sfumature della personalità di diversi personaggi, anche se semplici come nel genere dell'opera buffa.
Tutta la struttura dell'opera fa parte della tradizione comica, i personaggi infatti ricalcano le vecchie maschere della Commedia dell'arte: il capitano Fracasso riprende Capitan Spaventa, gli anziani Cassandro e Polidoro ricordano entrambi Pantalone, Simone si avvicina alla figura di Arlecchino. Anche i vari momenti comici, come il duetto fra Cassandro e Fracasso alla fine del secondo atto, si rifanno alle tradizionali scene scherzose dell'Opera buffa. Il personaggio meglio delineato è Rosina, la "finta semplice", le cui arie, Senti l'eco ove t'aggiri e Amoretti che ascosi qui siete, sono ben strumentate e definite con gradevolezza ed espressività.

## Discografia
- Leopold Hager (direttore), Orchestra Mozarteum di Salisburgo, Helen Donath (Rosina), Teresa Berganza (Giacinta), Robert Holl (Cassandro), Anthony Rolfe-Johnson (Polidoro), Thomas Moser (Fracasso), Robert Lloyd (Simone) - 1988 - Orfeo
- Peter Schreier, Orchestra da camera Carl Philipp Emanuel Bach, Barbara Hendricks, Ann Murray, Siegfried Lorenz, Douglas Johnson, Hans-Peter Blochwitz, Andreas Schmidt - 1988 - Philips